# Noithausen

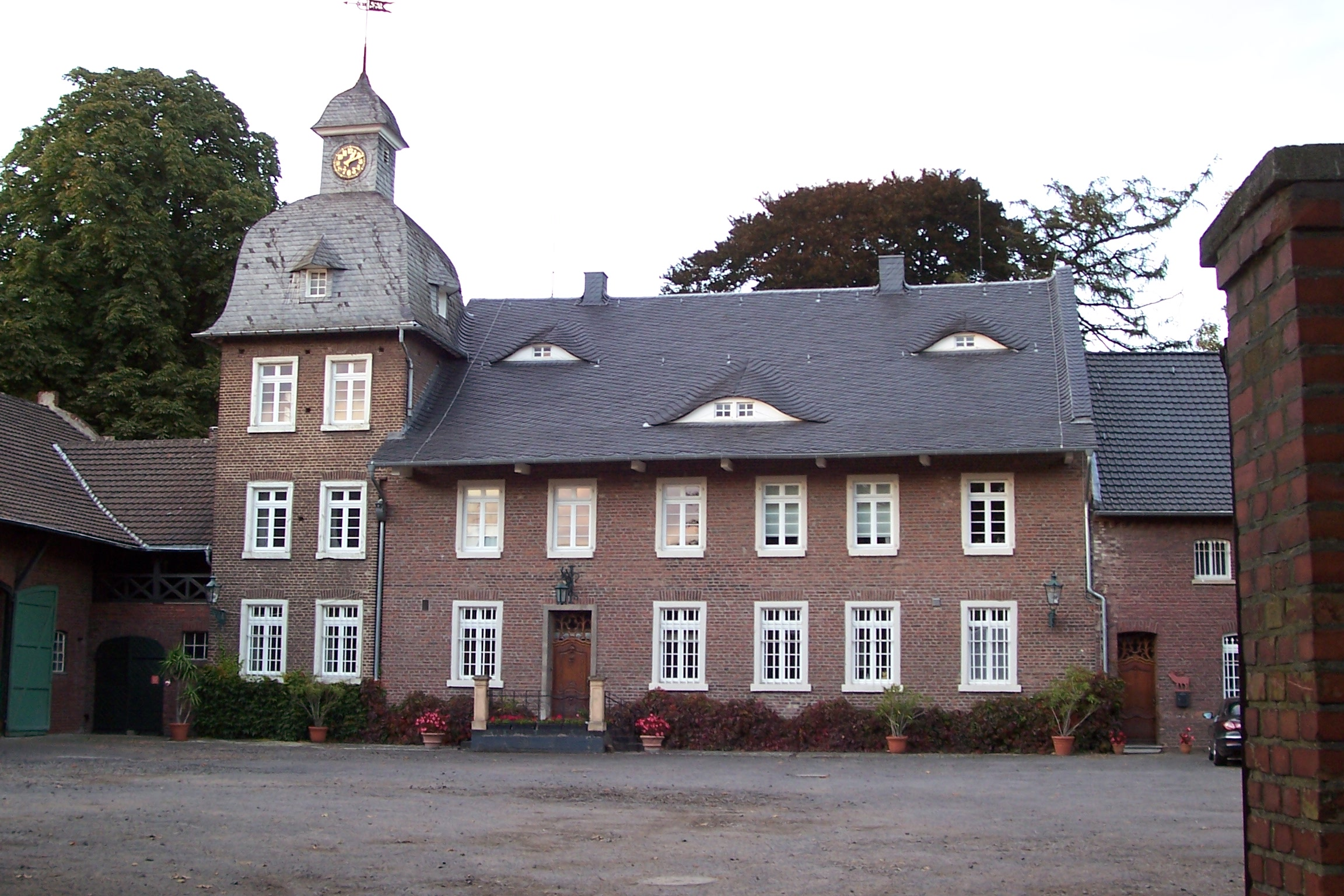
Rittergut Noithausen

Noithausen ist ein kleiner, nordöstlicher Stadtteil von Grevenbroich im nordrhein-westfälischen Rhein-Kreis Neuss. Er hat 1714 Einwohner (Stand: 31. Dezember 2022).

## Lage
Noithausen liegt unmittelbar nördlich des Stadtteils Orken. Im Osten und Süden wird der Ort jeweils durch eine Eisenbahnlinie begrenzt. Im Norden verläuft die Autobahn A 46. 

## Geschichte
Die erste urkundliche Erwähnung als Noythusen stammt vom 21. Februar 1295. Seit dem Mittelalter gehörte Noithausen zur Deutsch-Ordens-Herrschaft Elsen. 1794 wurde der Ort von französischen Truppen besetzt. Noithausen kam an das Département de la Roer. 1815 wurde Noithausen preußisch und war seit 1816 ein Teil des Kreises Grevenbroich im Regierungsbezirk Düsseldorf.
Die Burg Noithausen ist abgegangen. Das Rittergut Noithausen stammt aus dem 18. Jahrhundert.   

### Einwohnerentwicklung
- 2010:  1.636 Einwohner
- 2013: 1.670 Einwohner
- 2014: 1.722 Einwohner
- 2015: 1.718 Einwohner
- 2016: 1.690 Einwohner
- 2017: 1.697 Einwohner
- 2018: 1.703 Einwohner
- 2021: 1.707 Einwohner[1]
- 2022: 1.714 Einwohner[1]

## Kultur und Freizeit
Sehenswert ist die Pfarr- und Wallfahrtskirche St. Mariä Geburt mit Marienoktav im September.

## Verkehr
Die nächste Anschlussstelle ist Grevenbroich an der A 46. Der nächste Bahnhof befindet sich in Grevenbroich. Dort besteht die Möglichkeit, mit dem Zug nach Mönchengladbach, Köln und Neuss zu fahren.